# Station Santes
Station Santes is een spoorwegstation in de Franse gemeente Santes.

## Foto's

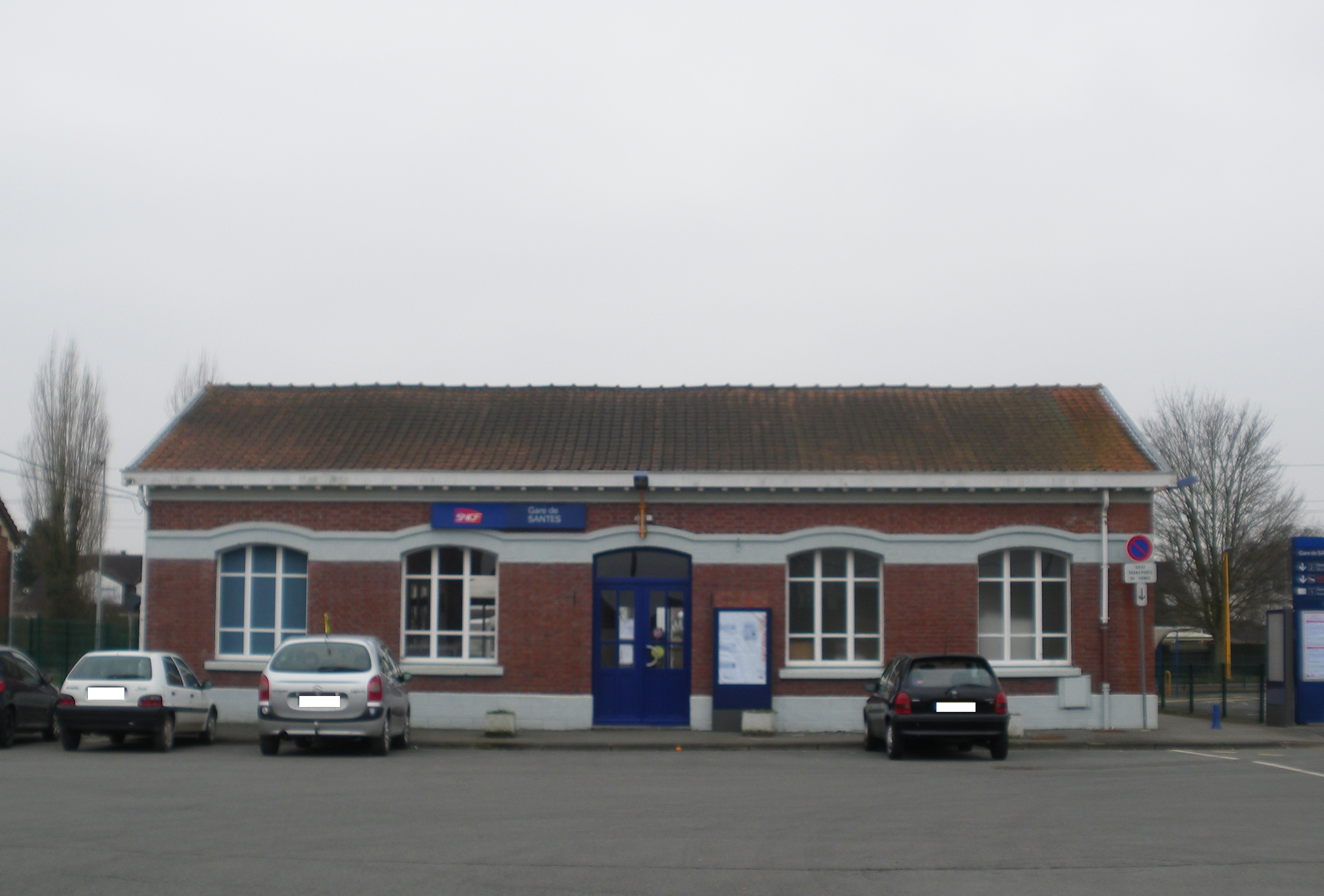